# Вайнхольд, Штеффен
Штеффен Вайнхольд (нем. Steffen Weinhold; род. 19 июля 1986, Фюрт, Бавария) — немецкий гандболист, выступал на позиции правого полусреднего. Бронзовый призёр Олимпийских игр 2016 года в составе сборной Германии.

## Карьера

### Клубная
Первой командой Штеффена Вайнхольда стал Эрлинген. В 2007 году Штеффен Вайнхольд переходит в клуб Нордхорн-Линген, где играет 2 сезона, проведя за команду 87 матчей, и забросив 204 мяча играя во всех турнирах. В 2009 году Штеффен Вайнхольд заключает контракт с клубом Грошвальдштад. В 2012 году Штефан Вайнхольд переходит в клуб  Фленсбург-Хандевитт, в составе которого становиться 2 кратным обладателем суперкубка Германии. В 2014 году Штеффен Вайнхольд заключил контракт с клубом Киль. 17 августа 2024 года закончил карьеру игрока.

### В сборной
В сборной Германии Штеффен Вайнхольд дебютировал 27 февраля 2008 года, в матче против Швейцарии. За сборную Германии Штеффен Вайнхольд сыграл  86 матчей и забросил 233 мячей. Штеффен Вайнхольд участник чемпионата Европы по гандболу 2016 в Польше, где Германия стала победителем турнира. 

## Награды
- Чемпион Германии: 2015
- Обладатель кубка Германии: 2008
- Чемпион Европы по гандболу: 2016
- Бронзовый призёр летних Олимпийских игр: 2016
- Обладатель суперкубка Германии: 2013, 2014
- Победитель Кубка ЕГФ: 2019
- Победитель Лиги чемпионов: 2020

## Статистика
Статистика Штеффена Вайнхольда за сезон 2018/19 указана на 13.6.2019
| Сезон        | Клуб                | Лига       | Матчи | Голы | 7-метр | Голы |
| ------------ | ------------------- | ---------- | ----- | ---- | ------ | ---- |
| 2007/08      | Нордхорн-Линген     | Бундеслига | 25    | 19   | 0      | 19   |
| 2008/09      | Нордхорн-Линген     | Бундеслига | 32    | 93   | 0      | 93   |
| 2009/10      | Грошвальштад        | Бундеслига | 34    | 129  | 0      | 129  |
| 2010/11      | Грошвальштад        | Бундеслига | 34    | 113  | 0      | 113  |
| 2011/12      | Грошвальдштад       | Бундеслига | 24    | 67   | 0      | 67   |
| 2012/13      | Фленсбург-Хандевитт | Бундеслига | 34    | 91   | 0      | 91   |
| 2013/14      | Фленсбург-Хандевитт | Бундеслига | 32    | 117  | 6      | 111  |
| 2014/15      | Киль                | Бундеслига | 33    | 99   | 0      | 99   |
| 2015/16      | Киль                | Бундеслига | 21    | 58   | 1      | 57   |
| 2016/17      | Киль                | Бундеслига | 23    | 60   | 0      | 60   |
| 2017/18      | Киль                | Бундеслига | 26    | 82   | 0      | 82   |
| 2018/19      | Киль                | Бундеслига | 31    | 94   | 0      | 94   |
| 2007–по н.в. | Итого               | Бундеслига | 349   | 1021 | 7      | 1014 |